# فهرست فیلسوفان خداناباور
این فهرست فیلسوفان خداناباور (انگلیسی: List of atheist philosophers) با مقالاتی در ویکی‌پدیا است. و شامل نام افرادی است که در فعالیت‌ها یا زندگی، خود را خداناباور معرفی کرده‌اند.

## فهرست

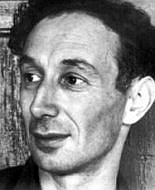
آلفرد جی آیر

- ابن راوندی (۹۱۱–۸۲۷): فیلسوف ایرانی که عقاید جزمی را مخالف عقل می‌دانست. او معتقد بود که معجزات جعلی هستند، پیامبران فقط جادوگرند، و بهشتی که قرآن توصیف می‌کند مطلوب نیست.[۱][۲][۳]
- ابوالعلاء امعری (۹۷۳–۱۰۵۷): فیلسوف، شاعر و نویسنده عرب که به تعرض به عقاید مذهبی، طرفداری از عدالت اجتماعی و داشتن سبک زندگی زاهدانه و وگان معروف بود.
- زکی ارسوزی (۱۸۹۹–۱۹۶۸): فیلسوف، فلسفه‌دان، جامعه‌شناس، مورخ، ملی‌گرای عرب و یکی از بنیان‌گذاران اصلی بعثی سوری بود.[۴]
- جان اندرسون (۱۸۹۳–۱۹۶۲): فیلسوف استرالیایی اسکاتلندی‌تبار، بنیان‌گذار فلسفه تجربی معروف به «رئالیسم سیدنی».[۵]
- لوییز آنتونی (۱۹۵۳-): فیلسوف ذهن آمریکایی و استاد دانشگاه آمهرست ماساچوست، که در فلسفه ذهن، معرفت‌شناسی، نظریه فمینیستی و فلسفه زبان تخصص دارد.
- آلفرد جی آیر (۱۹۱۰–۱۹۸۹): فیلسوف بریتانیایی و مدافع پوزیتیویسم منطقی. او مفهوم وجود خدا را بی‌معنا می‌دید، و خود را خداناباور توصیف کرد.[۶][۷][۸]
- جولیان باگینی (۱۹۶۸–): نویسنده بریتانیایی متخصص در فلسفه هویت شخصی، نویسنده کتاب آتئیسم: مقدمه‌ای بسیار کوتاه.[۹]
- آلن بدیو (۱۹۳۷–): فیلسوف فرانسوی.
- میخائیل باکونین (۱۸۱۴–۱۸۷۶): فیلسوف، نویسنده و آنارشیست روسی.[۱۰]
- رولان بارت (۱۹۱۵–۱۹۸۰): نظریه‌پرداز ادبی، فیلسوف، زبان‌شناس، منتقد و نشانه‌شناس فرانسوی.[۱۱]

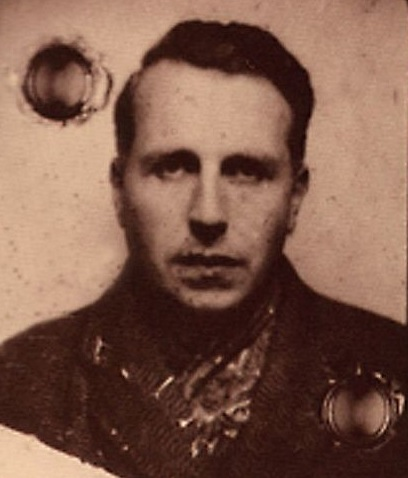
ژرژ باتای

- ژرژ باتای (۱۸۹۷–۱۹۶۲): شخصیت روشن‌فکر و ادبی فرانسوی. او نویسنده داستان چشم بود و نوشته‌هایش حوزه‌های مرتبط با فلسفه، عرفان و اروتیسم را بررسی می‌کرد.[۱۲]
- برونو باور (۱۸۰۹–۱۸۸۲): فیلسوف، الهی‌دان و تاریخ‌دان آلمانی، اولین مبدع نظریه افسانه بودن عیسی.[۱۳]
- ژان بودریار (۱۹۲۹–۲۰۰۷): جامعه‌شناس، فیلسوف، نظریه‌پرداز فرهنگی، مفسر سیاسی و عکاس فرانسوی.[۱۴][۱۵]

سیمون دوبووار (۱۹۰۸–۱۹۸۶): نویسنده و فیلسوف اگزیستانسیالیست فرانسوی. بووار رمان‌ها و تک‌نگاری‌هایی دربارهٔ فلسفه، سیاست، مسائل اجتماعی و فمینیسم نوشت.
- دیوید بناتار (۱۹۶۶-): فیلسوف، دانشگاهی و نویسنده آفریقای جنوبی. او بیشتر به‌خاطر حمایت از تولدستیزی در کتاب «هرگز نبودن بهتر است» شهرت دارد، که در آن استدلال می‌کند که به وجود آمدن یک آسیب جدی است، صرف نظر از احساسات موجود که زمانی به وجود آمده است. و در نتیجه، ایجاد موجودات باهوش‌تر همیشه از نظر اخلاقی اشتباه است.[۱۸][۱۹]

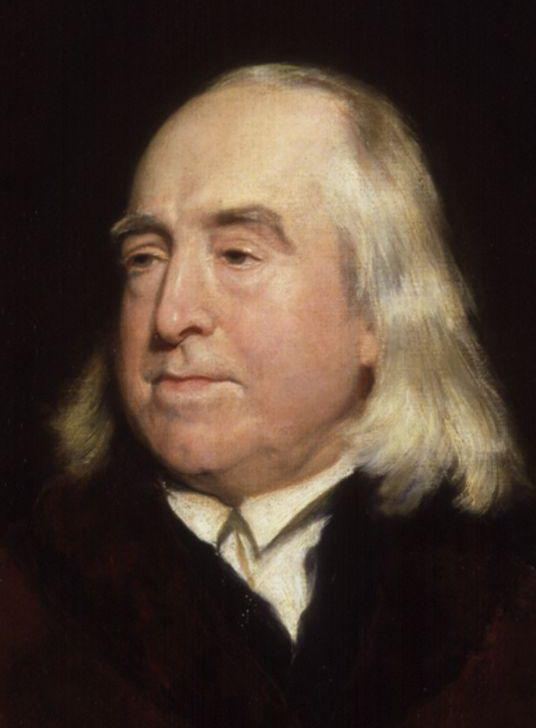
جرمی بنتام

- جرمی بنتام (۱۷۴۸–۱۸۳۲): نویسنده، حقوق‌دان، فیلسوف و اصلاحگر حقوقی و اجتماعی انگلیسی. او بیشتر به‌خاطر طرفداری از فایده‌گرایی شهرت دارد.[۲۰][۲۱][۲۲]
- سیمون بلک‌برن (۱۹۴۴–): فیلسوف اخلاق انگلیسی که به‌دلیل تلاش‌هایش برای رایج کردن فلسفه شناخته شده است.[۲۳]
- پیتر بوقوسیان (۱۹۶۶-): فیلسوف و سخنران آمریکایی برای مرکز تحقیق، بنیاد خرد و دانش ریچارد داوکینز، و اتحاد دانشجویان سکولار.[۲۴]
- مارتن بودری (۱۹۸۴-): فیلسوف و شک‌گرای فلاندری که از سال ۲۰۰۶ به عنوان محقق و عضو تدریس در گروه فلسفه و علوم اخلاقی در دانشگاه خنت فعال بوده است[۲۵]
- سلستین بوگل (۱۸۷۰–۱۹۴۰): فیلسوف فرانسوی که به‌خاطر نقشش به‌عنوان یکی از همکاران امیل دورکیم شناخته می‌شود.[۲۶]
- لودویگ بوشنر (۱۸۲۴–۱۸۹۹): فیلسوف، فیزیولوژیست و پزشک آلمانی که به یکی از شارحان ماتریالیسم علمی قرن نوزدهم تبدیل شد.[۲۷]
- گوستاوو بوئنو (۱۹۲۴–۲۰۱۶): فیلسوف اسپانیایی که از طرفداران مدرن ماتریالیسم فلسفی بود.[۲۸]
- ماریو بونگه (۱۹۱۹–۲۰۲۰): فیلسوف و فیزیک‌دان آرژانتینی-کانادایی. نوشته‌های فلسفی او ترکیبی از واقع‌گرایی علمی، سیستم‌گرایی، ماتریالیسم، ظهورگرایی و اصول دیگر بود.[۲۹]
- آلبر کامو (۱۹۱۳–۱۹۶۰): فیلسوف و نویسنده ابزوردیست فرانسوی الجزایری‌الاصل. از آثار فلسفی غیرداستانی او می‌توان به افسانه سیزیف و انسان طاغیشورشی اشاره کرد.[۳۰][۳۱]
- رودلف کارناپ (۱۸۹۱–۱۹۷۰): فیلسوف آلمانی که قبل از سال ۱۹۳۵ در اروپای مرکزی و پس از آن در ایالات متحده فعال بود. او یکی از اعضای برجسته حلقه وین و از مدافعان برجسته پوزیتیویسم منطقی بود.[۳۲][۳۳][۳۴]
- رابرت تاد کارول (۱۹۴۵–۲۰۱۶): نویسنده و آکادمیسین آمریکایی، استاد فلسفه در کالج شهر ساکرامنتو تا سال ۱۹۹۷ و دارنده وب‌سایت واژه‌نامه شک‌گرا.[۳۵]
- دیوید چالمرز (۱۹۶۶-): فیلسوف ذهن استرالیایی.[۳۶]
- میل شارتیه (۱۸۶۸–۱۸۵۱): فیلسوف، مقاله‌نویس و صلح‌طلب فرانسوی.[۳۷]
- دبیپراساد چاتوپادیایا (۱۹۱۸–۱۹۹۳): فیلسوف مارکسیست بنگالی.
- نیکولای چرنیشفسکی (۱۸۲۸–۱۸۸۹): دموکرات انقلابی، فیلسوف ماتریالیست، منتقد و سوسیالیست روسی.[۳۸]

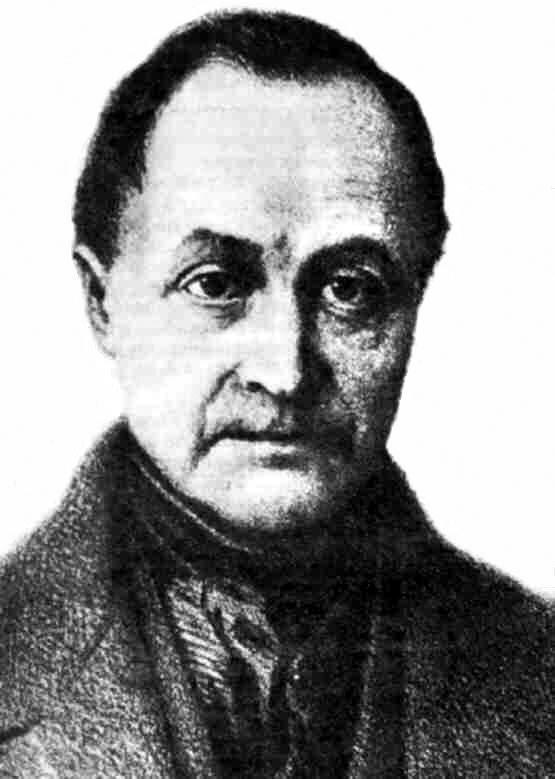
اگوست کنت

- آگوست کنت (۱۷۹۸–۱۸۵۷): متفکر پوزیتیویست فرانسوی، که با ابداع اصطلاح «جامعه‌شناسی» شناخته می‌شود.[۳۹][۴۰]
- مارکی دو کندورسه (۱۷۴۳–۱۷۹۴): فیلسوف، ریاضی‌دان و دانشمند علوم سیاسی فرانسوی که مفهوم روش کندورسه را ابداع کرد.[۴۱]
- بندیتو کروچه (۱۸۶۶–۱۹۵۲): فیلسوف و چهره سرشناس ایتالیایی.[۴۲]
- دونالد دیویدسن (۱۹۱۷–۲۰۰۳): فیلسوف آمریکایی.[۴۳]
- ژیل دلوز (۱۹۲۵–۱۹۹۵): فیلسوف فرانسوی اواخر قرن بیستم. از اوایل دهه ۱۹۶۰تا زمان مرگش آثار زیادی در زمینه فلسفه، ادبیات، فیلم و هنرهای زیبا نوشت.[۴۴][۴۵]
- آلن دو باتن (۱۹۶۹-): فیلسوف بریتانیایی و نویسنده کتاب دین برای آتئیست‌ها، ۲۰۱۲.[۴۶]

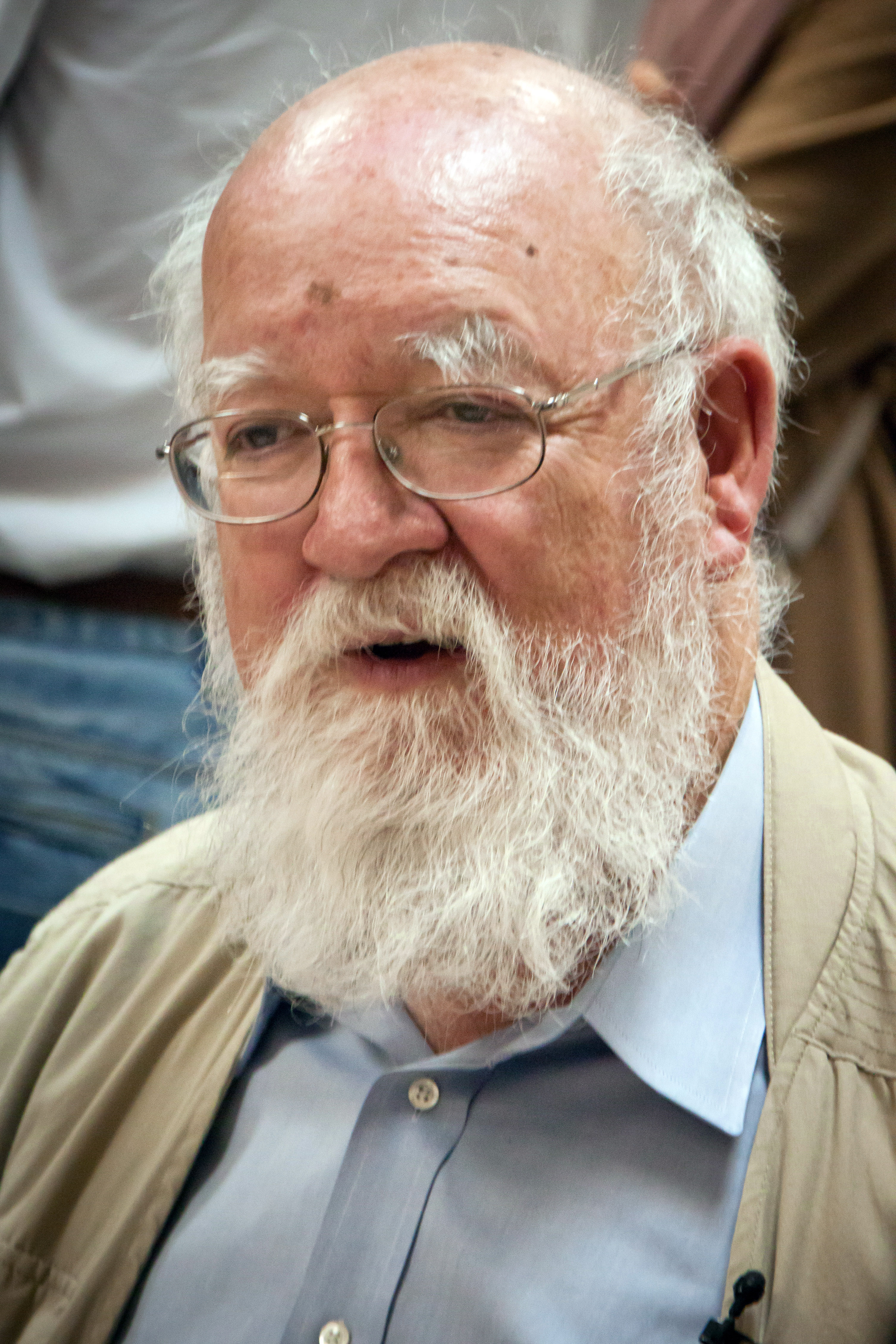
دانیل دنت

- دانیل دنت (۱۹۴۲–۲۰۲۴): فیلسوف علم آمریکایی و نویسنده کتاب شکستن طلسم.[۴۷][۴۸]
- ژاک دریدا (۱۹۳۰–۲۰۰۴): فیلسوف فرانسوی الجزایری‌الاصل.[۴۹][۵۰][۵۱]
- هنری لوییس ویویان دروزیو (۱۸۰۹–۱۸۳۱): شاعر و معلم انگلیسی-هندی.[۵۲]

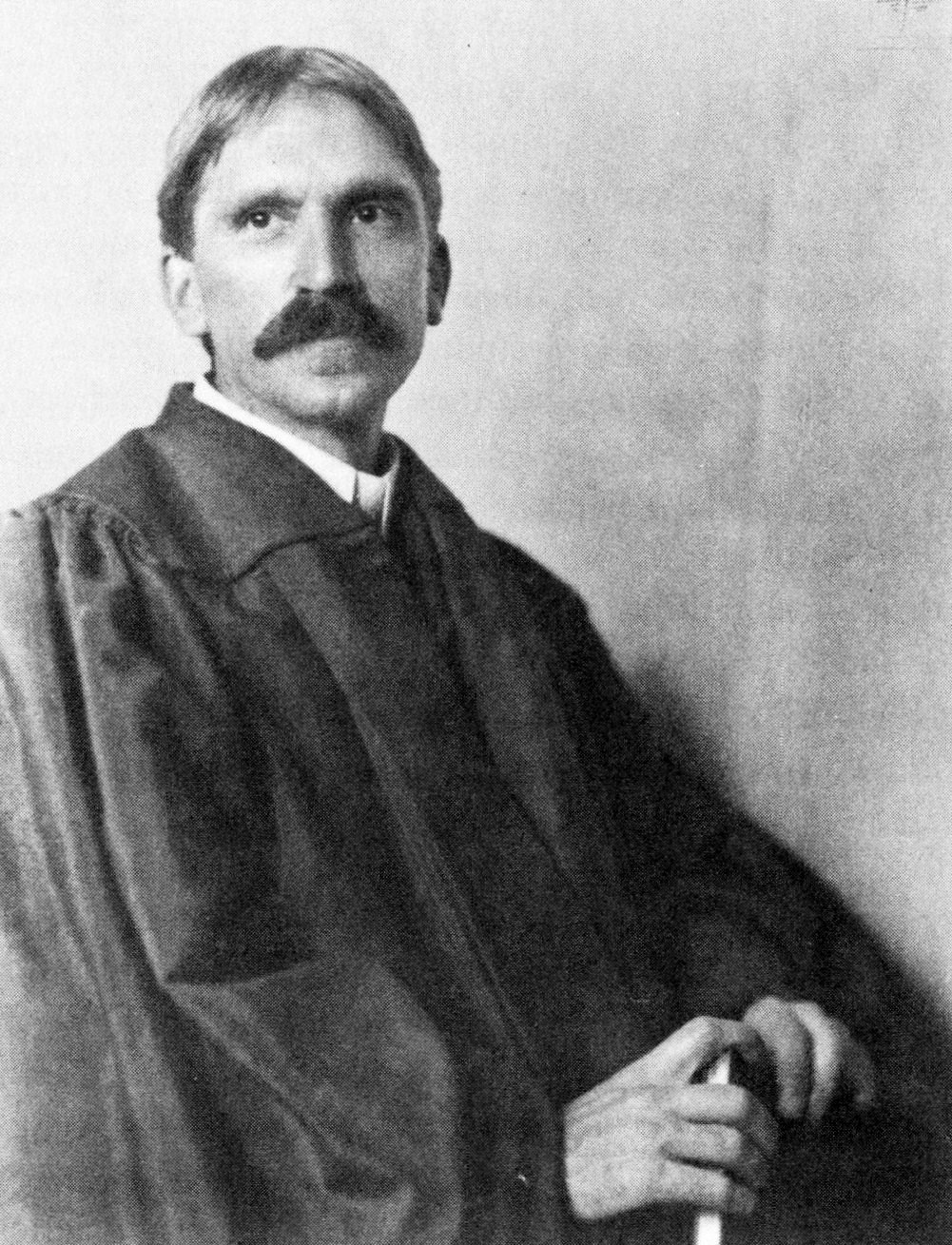
جان دیویی

- جان دیویی (۱۸۵۹–۱۹۵۲): فیلسوف، روان‌شناس و اصلاح‌طلب آمریکایی که ایده‌هایش در آموزش و اصلاحات اجتماعی تأثیرگذار بوده است. دیویی یکی از اولین توسعه‌دهندگان مهم فلسفه پراگماتیسم و یکی از بنیان‌گذاران روان‌شناسی کارکردگرا بود. او نماینده اصلی آموزش مترقی و لیبرالیسم بود.[۵۳]
- دارماکرتی (قرن ششم یا هفتم): یکی از مشارکت‌کنندگان اصلی منطق در هند کلاسیک بود. او مانند بسیاری از متفکران بودایی همکارش وجود خدا را رد کرد.[۵۴]
- دیاگوراس ملوسی (قرن پنجم قبل از میلاد): شاعر و سوفسطای یونان باستان معروف به ملحد میلوس که اعلام کرد خدایی وجود ندارد.[۵۵]
- دنی دیدرو (۱۷۱۳–۱۷۸۴): سردبیر آنسیکلوپدی.[۵۶]
- تئودور درنج (۱۹۳۴-): فیلسوف دین آمریکایی و پروفسور بازنشسته دانشگاه ویرجینیای غربی. درنج نویسنده استدلال برای عدم وجود خدا است.[۵۷]
- پل دریپر (۱۹۵۷–): فیلسوف آمریکایی که بیشتر به‌خاطر کارهایش در فلسفه دین شناخته‌شده است.[۵۸]
- اومبرتو اکو (۱۹۳۲–۲۰۱۶): رمان‌نویس، منتقد ادبی و فیلسوف ایتالیایی که دربارهٔ نشانه‌شناسی نوشت. او همچنین نویسنده آونگ فوکو و نام گل سرخ بود.[۵۹]
- پل ادواردز (۱۹۲۳–۲۰۰۴): فیلسوف اخلاق اتریشی-آمریکایی و ویراستار دانش‌نامه فلسفه.[۶۰]

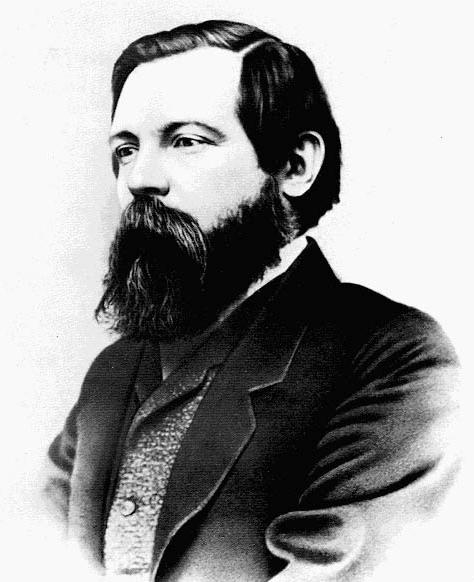
فریدریش انگلس

- فریدریش انگلس (۱۸۲۰–۱۸۹۵): همکار کارل مارکس در توسعه نظریه کمونیسم. باورهای الحادی انگلس روابط او را با والدینش تیره کرد.[۶۱]
- نیکلاس اوریت (۱۹۴۳–): فیلسوف انگلیسی و نویسنده خداناباور که در معرفت‌شناسی و فلسفه دین تخصص دارد.[۶۲][۶۳][۶۴]

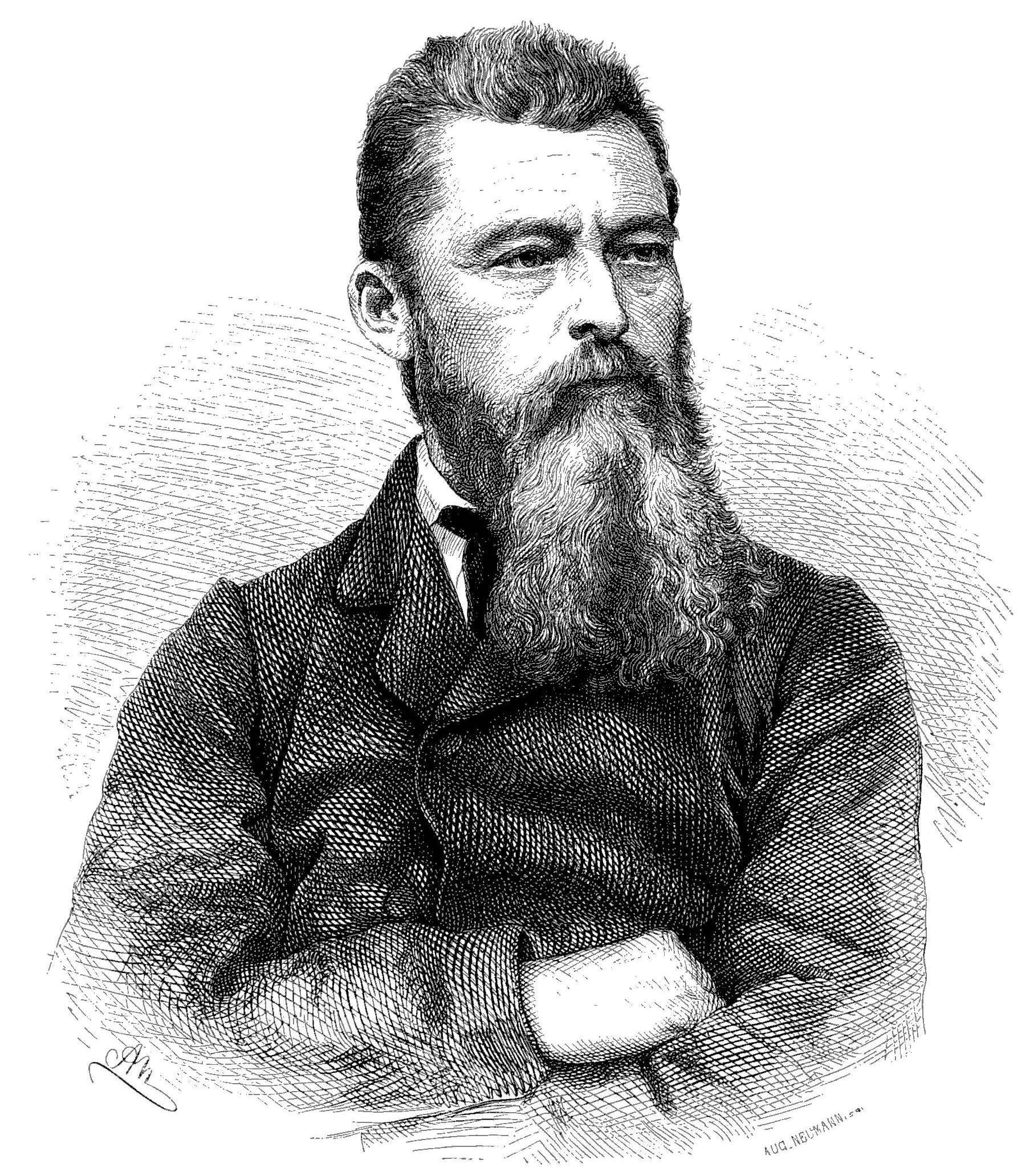
لودویگ فویرباخ

- لودویگ فویرباخ (۱۸۰۴–۱۸۷۲): فیلسوف آلمانی که در اثر اصلی خود، جوهر مسیحیت، معتقد است که دین و الوهیت پیش‌بینی‌هایی از طبیعت انسان هستند.[۶۵]
- فریدریش کارل فوربرگ (۱۷۷۰–۱۸۴۸): فیلسوف و محقق کلاسیک آلمانی.[۶۶]
- میشل فوکو (۱۹۲۶–۱۹۸۴): فیلسوف و فعال سیاسی فرانسوی که به‌دلیل تحلیل قدرت و گفتمان شهرت دارد. او بیشتر به‌خاطر تحلیل‌های فلسفی انقلابی‌اش از نهادهای اجتماعی مانند انضباط و مجازات و تاریخ جنسیت شناخته می‌شود.[۶۷][۶۸]

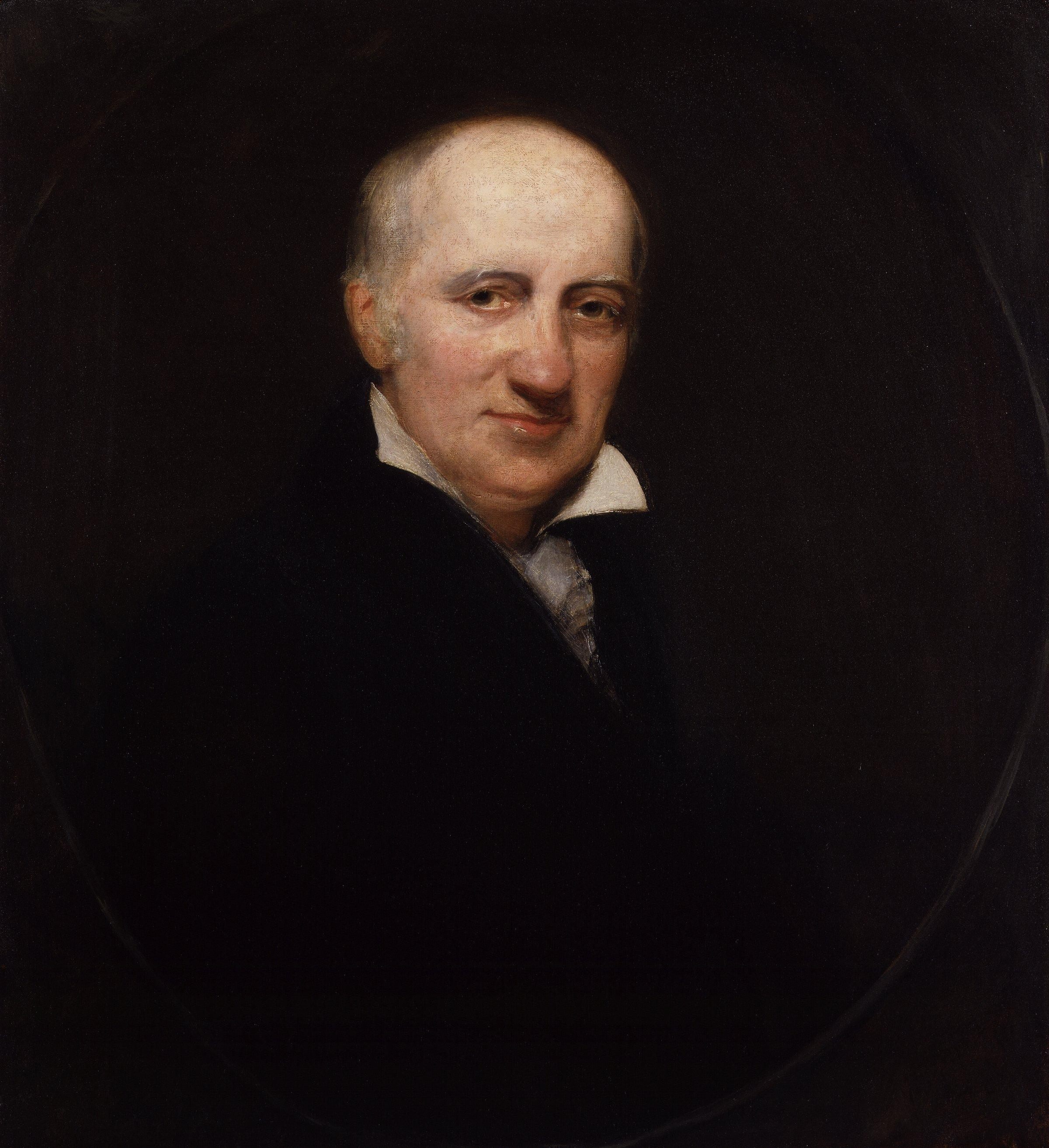
ویلیام گادوین

- ویلیام گادوین (۱۷۵۶–۱۸۳۶): روزنامه‌نگار، فیلسوف سیاسی و رمان‌نویس انگلیسی. او را یکی از اولین حامیان فایده‌گرایی و اولین طرفدار مدرن آنارشیسم می‌دانند.[۶۹]
- ربکا گلدشتاین (۱۹۵۰-): فیلسوف علم آمریکایی و نویسنده کتاب سی و شش استدلال برای وجود خدا.[۷۰]
- آنتونیو گرامشی (۱۸۹۷–۱۹۳۷): فیلسوف، روزنامه‌نگار و زبان‌شناس مارکسیست ایتالیایی.[۷۱]
- جان گری (۱۹۴۸-): فیلسوف سیاسی انگلیسی با علاقه به فلسفه تحلیلی و تاریخچه روشنفکری.[۷۲]
- ای. سی. گریلینگ (۱۹۴۹-): فیلسوف بریتانیایی و نویسنده، در میان آثارش از علیه همه خدایان: شش بحث در مورد دین و مقاله‌ای در مورد مهربانی می‌توان نام برد.[۷۳]
- سوزان هاک (۱۹۴۵–): فیلسوف علم بریتانیایی، استاد ممتاز علوم انسانی، محقق ارشد کوپر در هنر و علوم، استاد فلسفه، و استاد حقوق در دانشگاه میامی. او دربارهٔ منطق، فلسفه زبان، معرفت‌شناسی و متافیزیک نوشته است.[۷۴]
- کلود آدرین هلوسیوس (۷۱–۱۷۱۵): فیلسوف فرانسوی که دیدگاه‌های اخلاقی و اجتماعی او به شکل‌گیری مکتب فایده‌گرایی، که بعدها توسط جرمی بنتام معروف شد، کمک کرد.[۷۵]
- اریک هوفر (۱۹۰۲–۱۹۸۳): فیلسوف اخلاق و اجتماعی آمریکایی. او نویسنده ده کتاب بود و در فوریه ۱۹۸۳ مدال آزادی ریاست جمهوری را دریافت کرد. اولین کتاب او، مؤمن واقعی، در سال ۱۹۵۱منتشر شد.[۷۶]

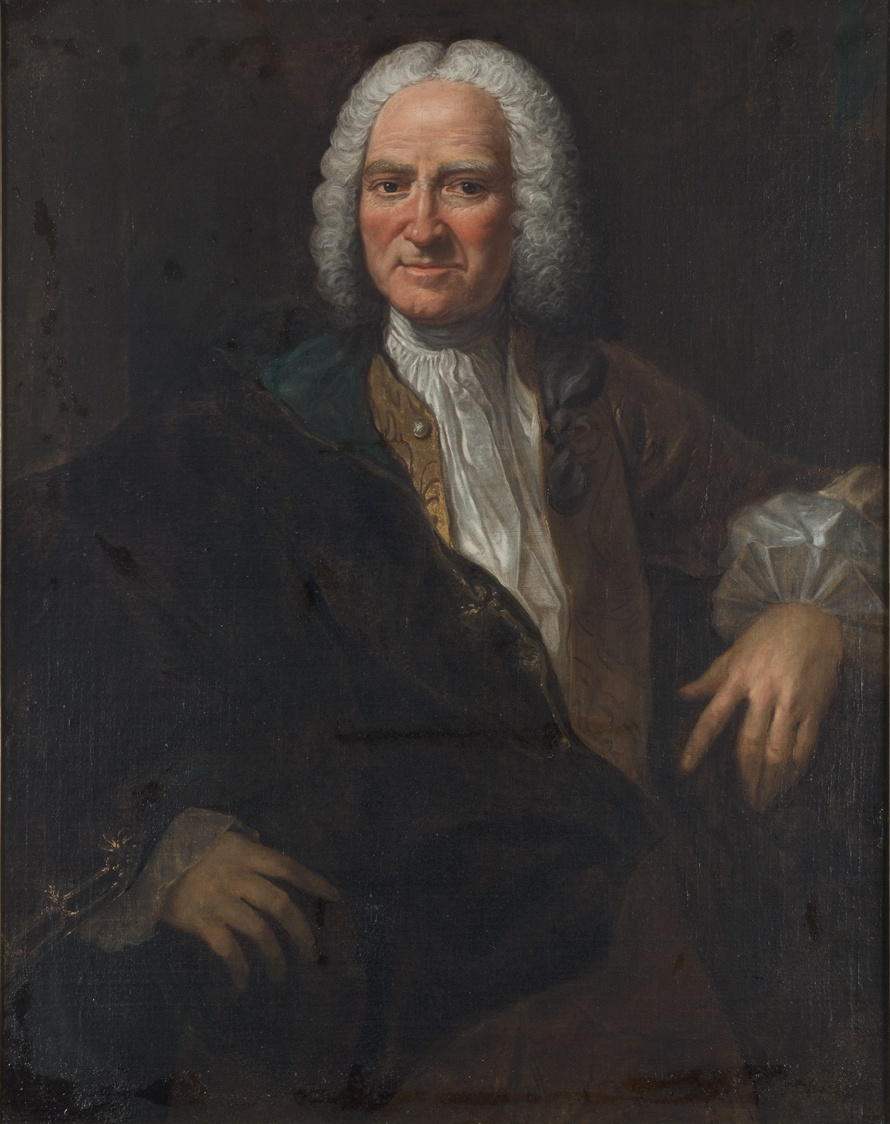
بارون دولباخ

- بارون دولباخ (۱۷۲۳–۱۷۸۹): فیلسوف فرانسوی، و یکی از اولین آتئیست‌ها در اروپا.[۷۷]

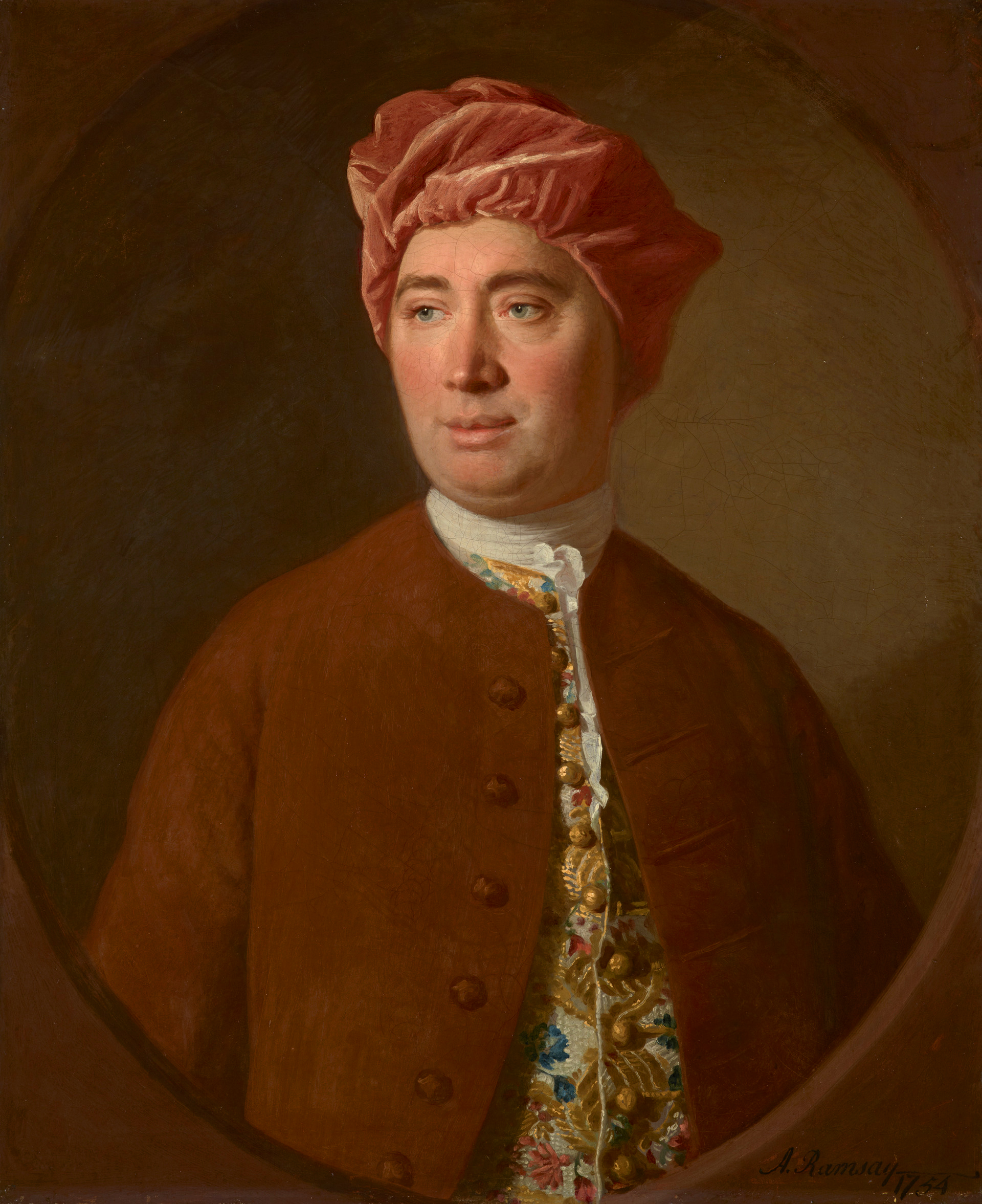
دیوید هیوم

- دیوید هیوم (۱۷۱۱–۱۷۷۶): فیلسوف و مورخ روشنگری اسکاتلند.[۷۸]
- اینو کایلا (۱۸۹۰–۱۹۵۸): فیلسوف، روان‌شناس و منتقد فنلاندی که در زمینه‌های مختلفی از جمله فیزیک و تئاتر مشارکت داشته است.
- کارل کائوتسکی (۱۸۵۴–۱۹۳۸): فیلسوف، فعال سیاسی و نظریه‌پرداز مارکسیست چک‌تبار اتریشی. نویسنده کتاب مبانی مسیحیت، در این کتاب ادعا می‌کند که مسیحیت را می‌توان با ماتریالیسم تاریخی به‌جای الوهیت توضیح داد.[۷۹]
- آجیتا کساکامبالی (قرن ششم قبل از میلاد): فیلسوف هندی باستان که اولین طرفدار شناخته‌شده ماتریالیسم هندی است.[۸۰][۸۱]
- الکساندر کوژو (۱۹۰۲–۱۹۶۸): فیلسوف و سیاست‌مدار فرانسوی متولد روسیه.[۸۲]
- لئاندرو کوندر (۱۹۳۶–۲۰۱۴): فیلسوف مارکسیست برزیلی.[۸۳]
- پیتر کروپوتکین (۱۸۴۲–۱۹۲۱): فیلسوف آنارشیست روسی، سوسیالیست انقلابی و دانشمندی که از طرف‌داران آنارکو کمونیسم بود.[۸۴]
- کوماریلا بهاتا: فیلسوف هندو که به خداباوری حمله کرد و از این ایده دفاع کرد که وداها ابدی و بدون نویسنده هستند.[۸۵]
- کورلیس لامونت (۱۹۰۲–۱۹۹۵): فیلسوف سوسیالیست و اومانیست آمریکایی و مدافع جناح چپ و آزادی مدنی.[۸۶]
- استیون لاو (۱۹۶۰-): فیلسوف انگلیسی و ویراستار مجله فلسفی بیندیش[۸۷] که توسط مؤسسه سلطنتی فلسفه[۸۸] حمایت می‌شود و توسط انتشارات دانشگاه کمبریج منتشر می‌شود.[۸۹]
- دیوید لوئیس (۱۷۴۱–۲۰۰۱): فیلسوف آمریکایی. یکی از نویسندگان نیمه دوم قرن بیستم.[۹۰]
- پیتر لیپتون (۱۸۵۴–۲۰۰۷): فیلسوف بریتانیایی، پروفسور هانس راوسینگ و رئیس گروه تاریخ و فلسفه علم در دانشگاه کمبریج تا زمان مرگ، در نوامبر ۲۰۰۷. او «یکی از فیلسوفان علم و معرفت‌شناسان برجسته در جهان» بود.[۹۱]
- لوکرتیوس (حدود ۹۹ پیش از میلاد - حدود ۵۵ پیش از میلاد): فیلسوف بانفوذ رومی و طرف‌دار خداناباوری. در ۵۰ قبل از میلاد، در طبیعت اشیاء، یکی از قدیمی‌ترین متون در دفاع از آتئیسم را نوشت.[۹۲]
- ژان-فرانسوا لیوتار (۱۹۲۴–۱۹۹۸): فیلسوف، جامعه‌شناس و نظریه‌پرداز ادبی فرانسوی.[۹۳][۹۴]

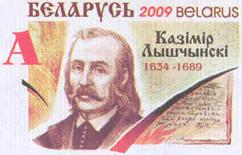
کازیمیرز لیشچینسکی

- کازیمیرز لیشچینسکی (۱۶۳۴–۱۶۸۹): نجیب‌زاده و فیلسوف لهستانی-لیتوانیایی، نویسنده یک رساله فلسفی دربارهٔ عدم وجود خدا، که محکوم به مرگ شد و به‌طرز وحشیانه‌ای به‌دلیل خداناباوری اعدام شد.[۹۵][۹۶][۹۷]
- جی. ال. مکی (۱۹۱۷–۱۹۸۱): فیلسوف استرالیایی که در فرااخلاق طرف‌دار شکاکیت اخلاقی بود. معجزه خداباوری را نوشت و در مورد استدلال‌های موافق و مخالف خداباوری بحث کرد و به این نتیجه رسید که خداباوری از نظر عقلی غیرقابل دفاع است.[۹۸]
- مایکل مارتین (۱۹۳۲–۲۰۱۵): فیلسوف تحلیلی و استاد بازنشسته دانشگاه بوستون، نویسنده کتاب‌های الحاد: توجیه فلسفی (۱۹۸۹) و غیرممکن بودن خدا (۲۰۰۳) است.[۹۹]
- هریت مارتینو (۱۸۰۲–۱۸۷۶): نویسنده و فیلسوف انگلیسی، که در زمان خود به‌عنوان یک روزنامه‌نگار جنجالی، اقتصاددان سیاسی و فمینیست مشهور بود.[۱۰۰]

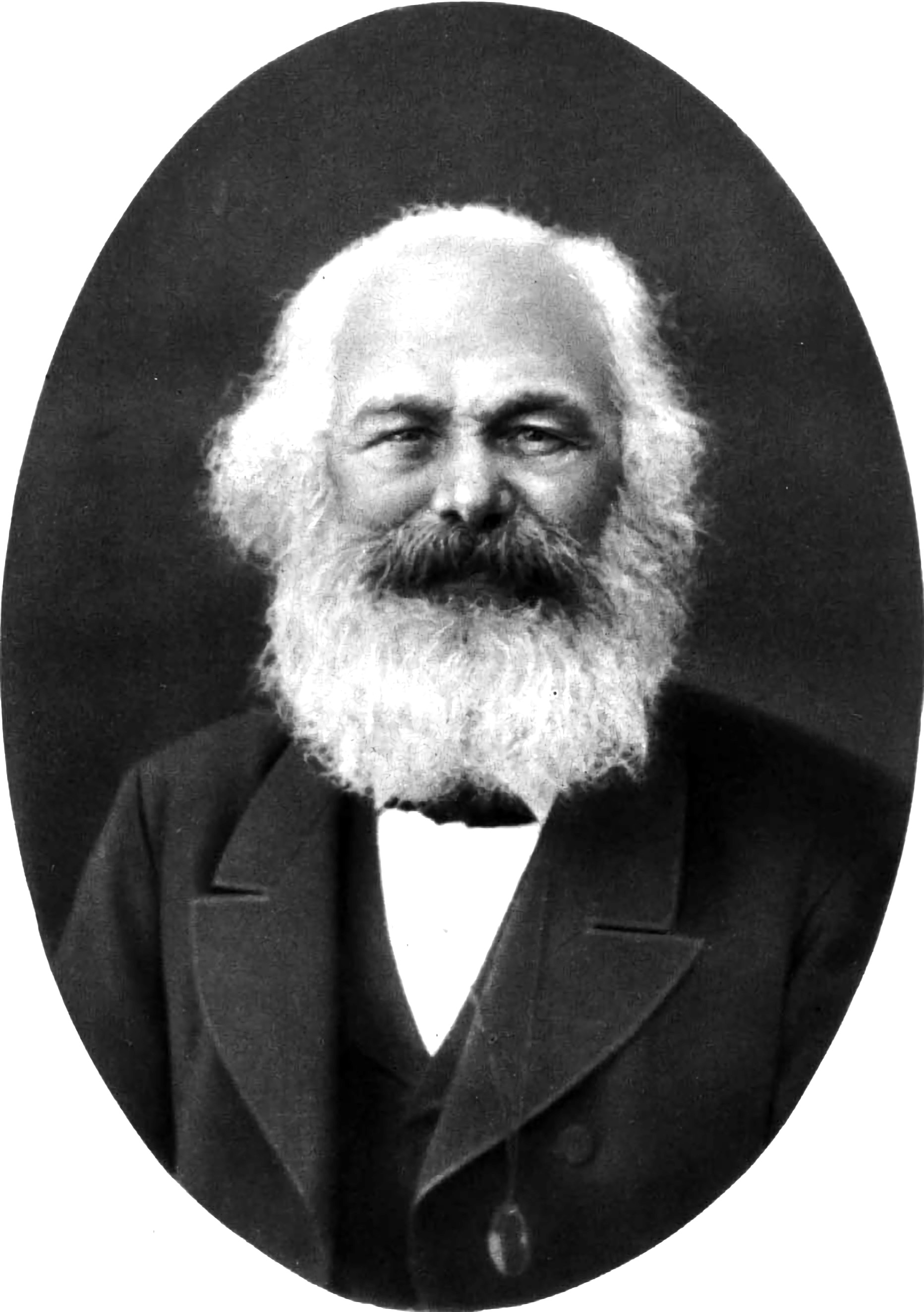
کارل مارکس

- کارل مارکس (۱۸۱۸–۱۸۸۳): فیلسوف، اقتصاددان سیاسی، جامعه‌شناس، نظریه‌پرداز سیاسی و انقلابی. مارکس که پدر کمونیسم نامیده می‌شود، هم محقق و هم یک فعال سیاسی بود. در سال ۱۸۴۳، کارل مارکس کتاب نقد فلسفه حق هگل را منتشر کرد که در آن بیشتر به دین پرداخت و آن را به عنوان «افیون توده‌ها» توصیف کرد.[۱۰۱]
- تاد می (۱۹۵۵-): فیلسوف سیاسی آمریکایی که در مورد موضوعات آنارشیسم، پساساختارگرایی و آنارشیسم پساساختارگرا می‌نویسد.[۱۰۲]
- جی. ام. ای. مک‌تاگارت (۱۸۶۶–۱۹۲۵): فیلسوف بریتانیایی که به‌دلیل استدلال‌هایش دربارهٔ «غیرواقعی بودن زمان» مشهور است.[۱۰۳]
- ژان ملیه (۱۶۷۸–۱۷۳۳): کشیش کاتولیک دهکده فرانسوی که پس از مرگش مشخص شد که یک مقاله فلسفی کامل نوشته است، که بی‌خدایی را ترویج می‌کند.[۱۰۴][۱۰۵]
- ژولین اوفره دو لا متری (۱۷۰۹–۱۷۵۱): پزشک و فیلسوف فرانسوی، اولین نویسنده ماتریالیست عصر روشنگری است، و مدعی شد که بنیان‌گذار علوم شناختی است.[۱۰۶][۱۰۷]
- یجیکوب مولشوت (۱۸۲۲–۱۸۹۳): فیزیولوژیست و فیلسوف هلندی، نماینده ماتریالیسم آلمانی.[۱۰۸]
- سوزان نایمن (۱۹۵۵-): فیلسوف اخلاق، مفسر فرهنگی و مقاله‌نویس آمریکایی، که در مورد نقطه اتصال بین فلسفه اخلاق روشنگری، متافیزیک و سیاست، هم برای مخاطبان علمی و هم برای عموم مردم نوشته است.[۱۰۹]
- کای نیلسن (۱۹۲۶–۲۰۲۱): استاد بازنشسته آمریکایی فلسفه دانشگاه کلگری.[۱۱۰]

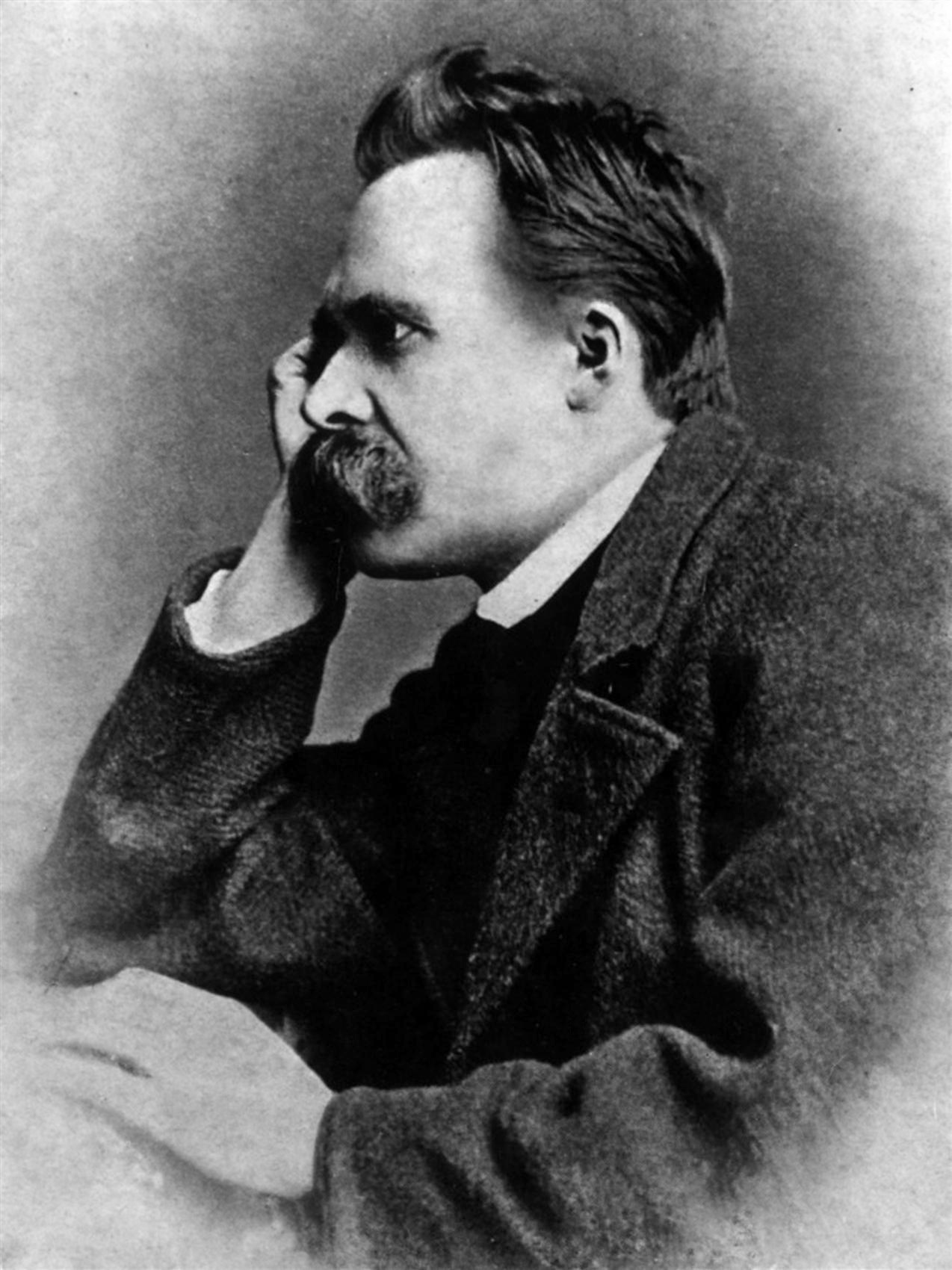
فریدریش نیچه

- فریدریش نیچه (۱۸۴۴–۱۹۰۰): فیلسوف آلمانی که فراتر از خیر و شر سعی در رد مفاهیم سنتی اخلاق داشت. نیچه در کتاب چنین گفت زرتشت یک بیانیه سکولار به‌یاد ماندنی از دکترین بازگشت جاودانه نوشت که با عبارت «خدا مرده است» همراه است.[۱۱۱][۱۱۲]
- اتو نویرات (۱۸۸۲–۱۹۴۵): فیلسوف علم، جامعه‌شناس، اقتصاددان و پوزیتیویست منطقی اتریشی که از اعضای مؤسس حلقه وین بود.[۱۱۳]
- میشل انفره (۱۹۵۸–): نویسنده، فیلسوف فرانسوی، مؤسس دانشگاه همگانی کان، و نویسنده مانیفست الحاد: موردی علیه مسیحیت، یهودیت و اسلام.[۱۱۴][۱۱۵]
- گراهام آپی (۱۹۶۰–): فیلسوف استرالیایی و معاون رئیس تحقیقات دانشگاه مانش و سردبیر مجله استرالیایی فلسفه. حوزه اصلی پژوهش او فلسفه دین است.[۱۱۶]
- خوزه ارتگا یی گاست (۱۸۸۳–۱۹۵۵): فیلسوف، نویسنده و مقاله‌نویس اسپانیایی که شورش توده‌ها را نوشت.[۱۱۷]
- ماسیمو پیلیوچی (۱۹۶۴-): فیلسوف علم ایتالیایی، منتقد صریح خلقت‌گرایی و مدافع آموزش علم.[۱۱۸]
- گئورگی پلخانف (۱۸۵۶–۱۹۱۸): فیلسوف، انقلابی و نظریه‌پرداز مارکسیست روسی، معروف به پدر مارکسیسم روسی.[۱۱۹][۱۲۰]
- آرتور پریور (۱۹۱۴–۱۹۶۹): منطق‌دان و فیلسوف متولد نیوزلند که به‌خاطر ایجاد منطق زمانی کمک قابل‌توجهی به منطق معنایی کرد.[۱۲۱][۱۲۲]
- پیر-ژوزف پرودون (۱۸۰۹–۱۸۶۵): فیلسوف، اقتصاددان، فعال سیاسی، آنارشیست فرانسوی و یکی از بنیانگذاران متقابل‌گرایی.[۱۲۳]
- هیلاری پاتنم (۱۹۲۶–۲۰۱۶): فیلسوف، ریاضی‌دان و دانشمند کامپیوتر آمریکایی که از دهه ۱۹۶۰ یک شخصیت مرکزی در فلسفه تحلیلی، به‌ویژه در فلسفه ذهن، فلسفه زبان، فلسفه ریاضیات، و فلسفه علم بود.[۱۲۴][۱۲۵]
- ویلارد کواین (۱۹۰۸–۲۰۰۰): فیلسوف و منطق‌دان آمریکایی.[۱۲۶][۱۲۷]
- جیمز ریچلز (۱۹۴۱–۲۰۰۳): فیلسوف آمریکایی که در اخلاق تخصص داشت.[۱۲۸]
- پریار (۱۸۷۹–۱۹۷۳): فیلسوف، فعال اجتماعی، سیاستمدار و تاجر هندی که پیروانش او را پریار یا می‌نامیدند، که جنبش احترام به خود یا جنبش دراویدی را آغاز کرد. او همچنین بنیان‌گذار حزب سیاسی دراویدار کژگام است.
- فرانک رمزی (۱۹۰۳–۱۹۳۰): ریاضی‌دان بریتانیایی که در فلسفه و اقتصاد نیز سهم قابل توجهی داشت.[۱۲۹]
- آین رند (۱۹۰۵–۱۹۸۲): بنیان‌گذار روس-آمریکایی عینیت‌گرایی و رمان‌نویس.[۱۳۰]
- گوپاراجو راماچاندرا رائو (۱۹۰۲–۱۹۷۵): معروف به گورا، اصلاح‌طلب اجتماعی هندی، فعال خداناباور و شرکت‌کننده در جنبش استقلال هند بود. او با مقاله‌ها، سخنرانی‌ها، کتاب‌ها و کارهای اجتماعی‌اش بی‌خدایی مثبت را تبلیغ می‌کرد.[۱۳۱]
- جان رالز (۱۹۲۱–۲۰۰۲): فیلسوف آمریکایی و یکی از چهره‌های برجسته در فلسفه اخلاق و سیاسی.[۱۳۲]
- ژان فرانسوا رول (۱۹۲۴–۲۰۰۶): سیاستمدار، روزنامه‌نگار، نویسنده، فیلسوف پرکار و عضو فرهنگستان فرانسه.[۱۳۳]
- ریچارد رورتی (۱۹۳۱–۲۰۰۷): فیلسوف آمریکایی.[۱۳۴]
- الکساندر روزنبرگ (۱۹۴۶–): فیلسوف آمریکایی و نویسنده کتاب راهنمای خداناباوران به‌سوی واقعیت.[۱۳۵][۱۳۶]
- مایکل راس (۱۹۴۰–): فیلسوف علم بریتانیایی که به‌دلیل انتقاد از آفرینش‌گرایی مشهور است.[۱۳۷]

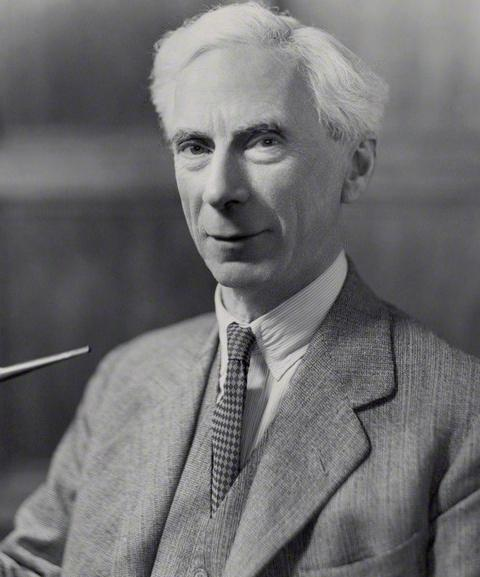
برتراند راسل

- برتراند راسل (۱۸۷۲–۱۹۷۰): فیلسوف، منطق‌دان، ریاضی‌دان، مورخ و منتقد اجتماعی بریتانیایی.[۱۳۸][۱۳۹][۱۴۰]

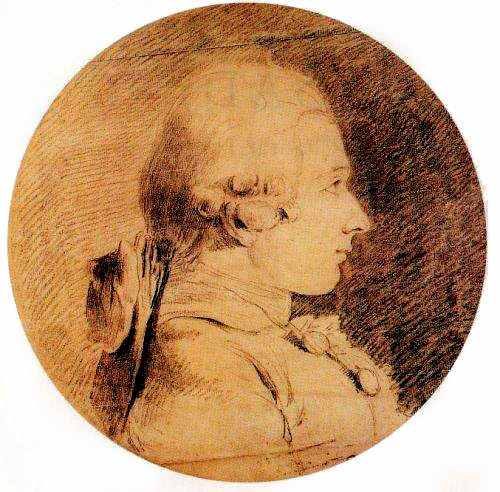
مارکی دو ساد

- مارکی دو ساد (۱۷۴۰–۱۸۱۴): اشراف‌زاده، سیاستمدار انقلابی، فیلسوف و نویسنده فرانسوی، که به خاطر تمایلات جنسی آزادانه‌اش مشهور است.[۱۴۱][۱۴۲]

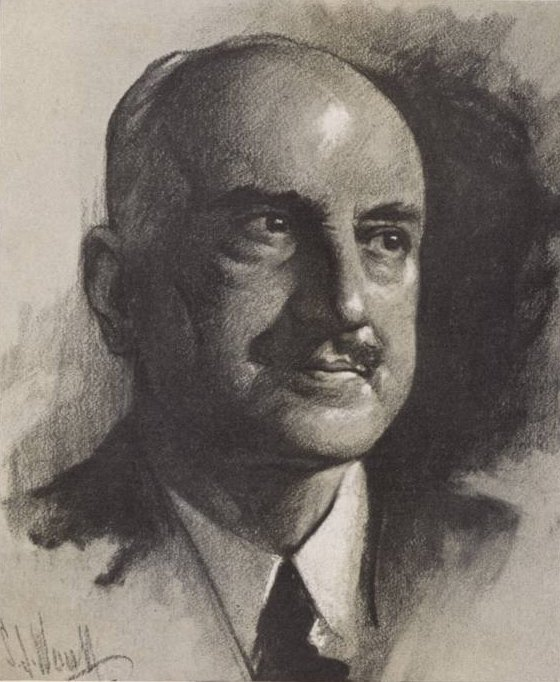
جورج سانتایانا

- جورج سانتایانا (۱۸۶۳–۱۹۵۲): فیلسوفی در سنت‌های طبیعت‌گرا و عمل‌گرا که خود را «آتئیست کاتولیک» می‌خواند.[۱۴۳][۱۴۴]

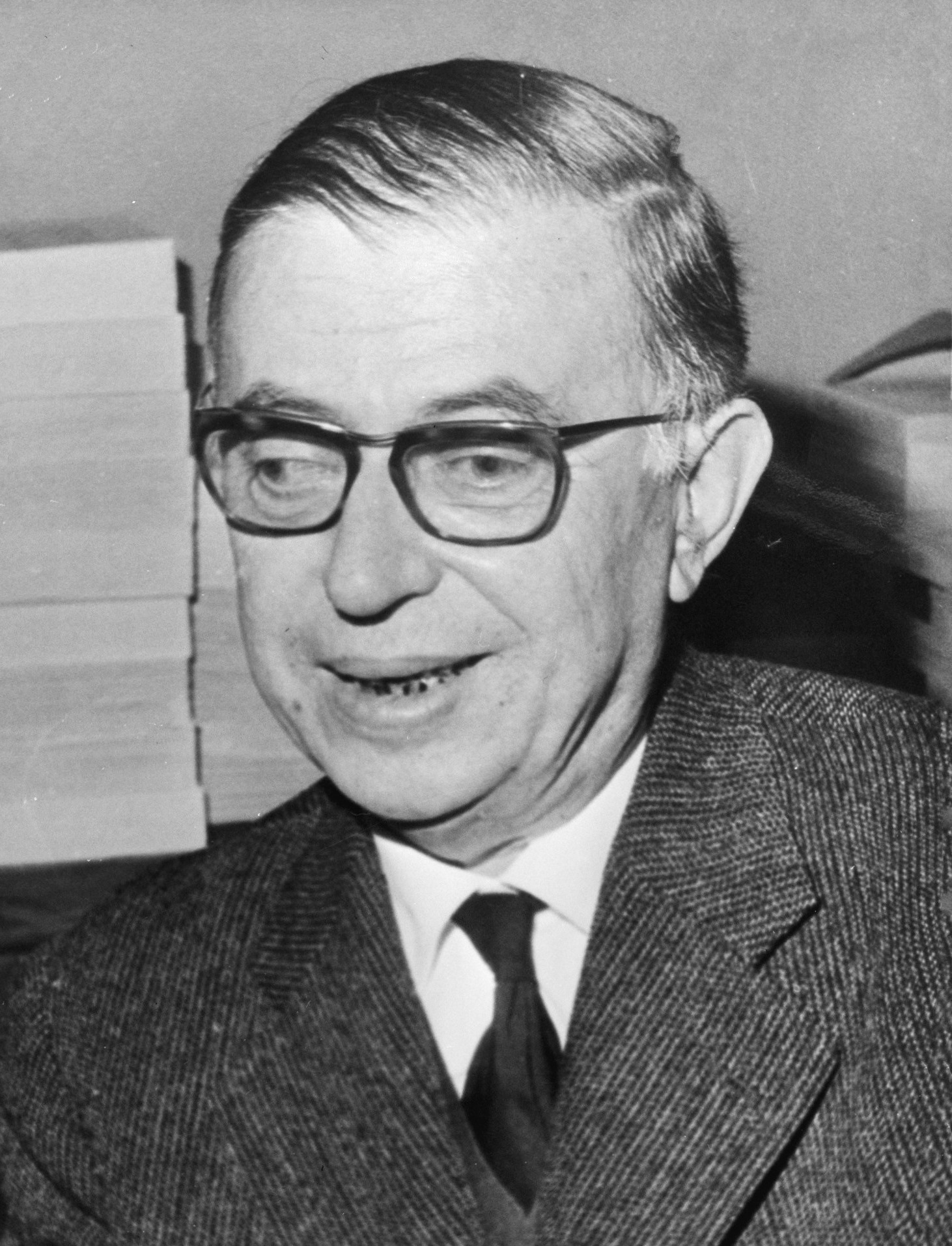
ژان-پل سارتر

- ژان-پل سارتر (۱۹۰۵–۱۹۸۰): فیلسوف، نمایشنامه‌نویس و رمان‌نویس اگزیستانسیالیست فرانسوی که اعلام کرد که از دوازده سالگی یک آتئیست بوده است.[۱۴۵] اگرچه او خدا را مفهومی متناقض می‌دانست، اما همچنان آن را آرمانی می‌دانست که مردم برای رسیدن به آن تلاش می‌کنند.[۱۴۶] مکررترین خلاصه او از فلسفه اگزیستانسیالیستی این است که «وجود بر ذات مقدم است»، و دلالت بر این دارد که انسان‌ها باید مفاهیم سنتی طراحی‌شده توسط خالق الهی را کنار بگذارند.[۱۴۷]

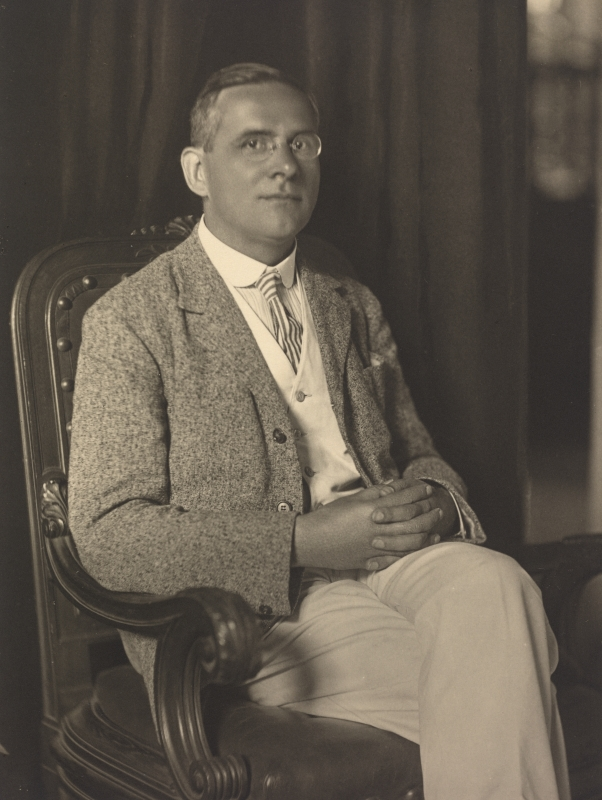
موریتس شلیک

- موریتس شلیک (۱۸۸۲–۱۹۳۶): فیلسوف، فیزیک‌دان آلمانی و بنیانگذار پوزیتیویسم منطقی و حلقه وین.[۱۴۸]
- میشائیل اشمیت زالومون (۱۹۶۷-): نویسنده، فیلسوف و مدیر روابط عمومی آلمانی. رئیس بنیاد جووردانو برونو، «یک سازمان اومانیستی که منتقد دین است».[۱۴۹]

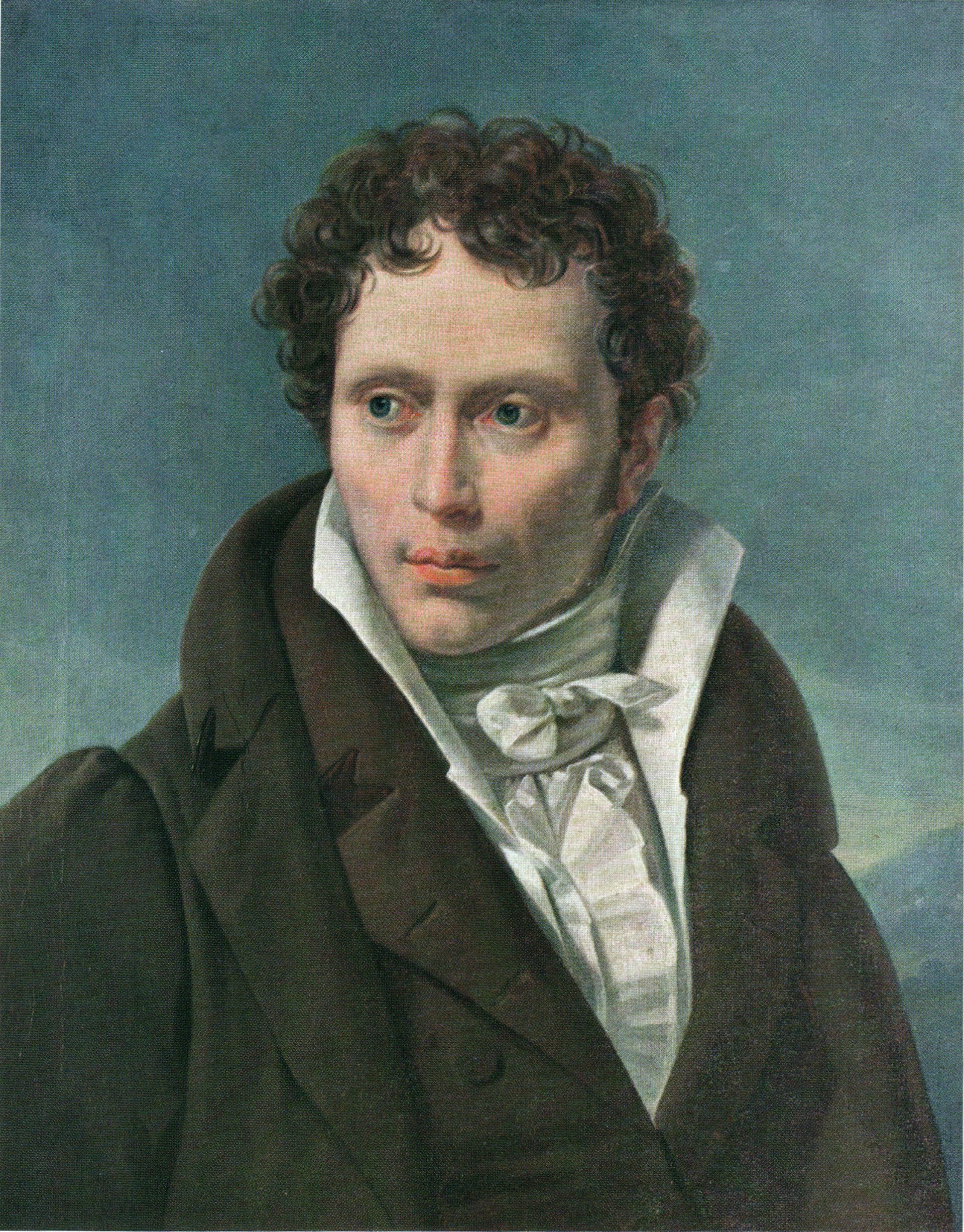
آرتور شوپنهاور

- آرتور شوپنهاور (۱۷۸۸–۱۸۶۰): فیلسوف آلمانی و نویسنده کتاب جهان همچون اراده و تصور.[۱۵۰][۱۵۱][۱۵۲][۱۵۳][۱۵۴]

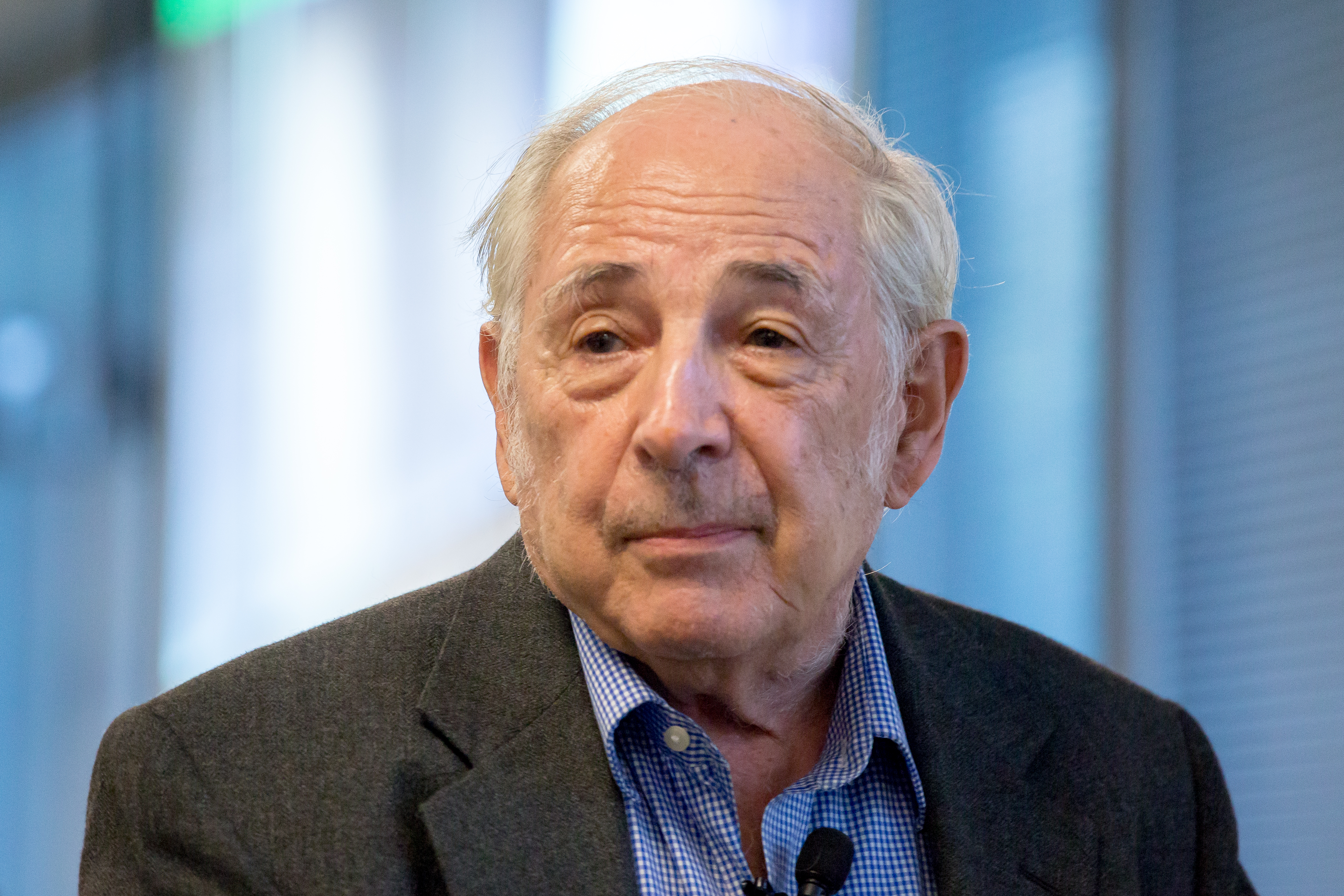
جان سرل

- جان سرل (۱۹۳۲-): فیلسوف آمریکایی که به‌دلیل مشارکت در فلسفه زبان، فلسفه ذهن و فلسفه اجتماعی مورد توجه قرار گرفت.[۱۵۵]
- بوریس سیدیس (۱۸۶۷– ۱۹۲۳): روان‌شناس، پزشک، روان‌پزشک و فیلسوف آموزش و پرورش اوکراینی.[۱۵۶]

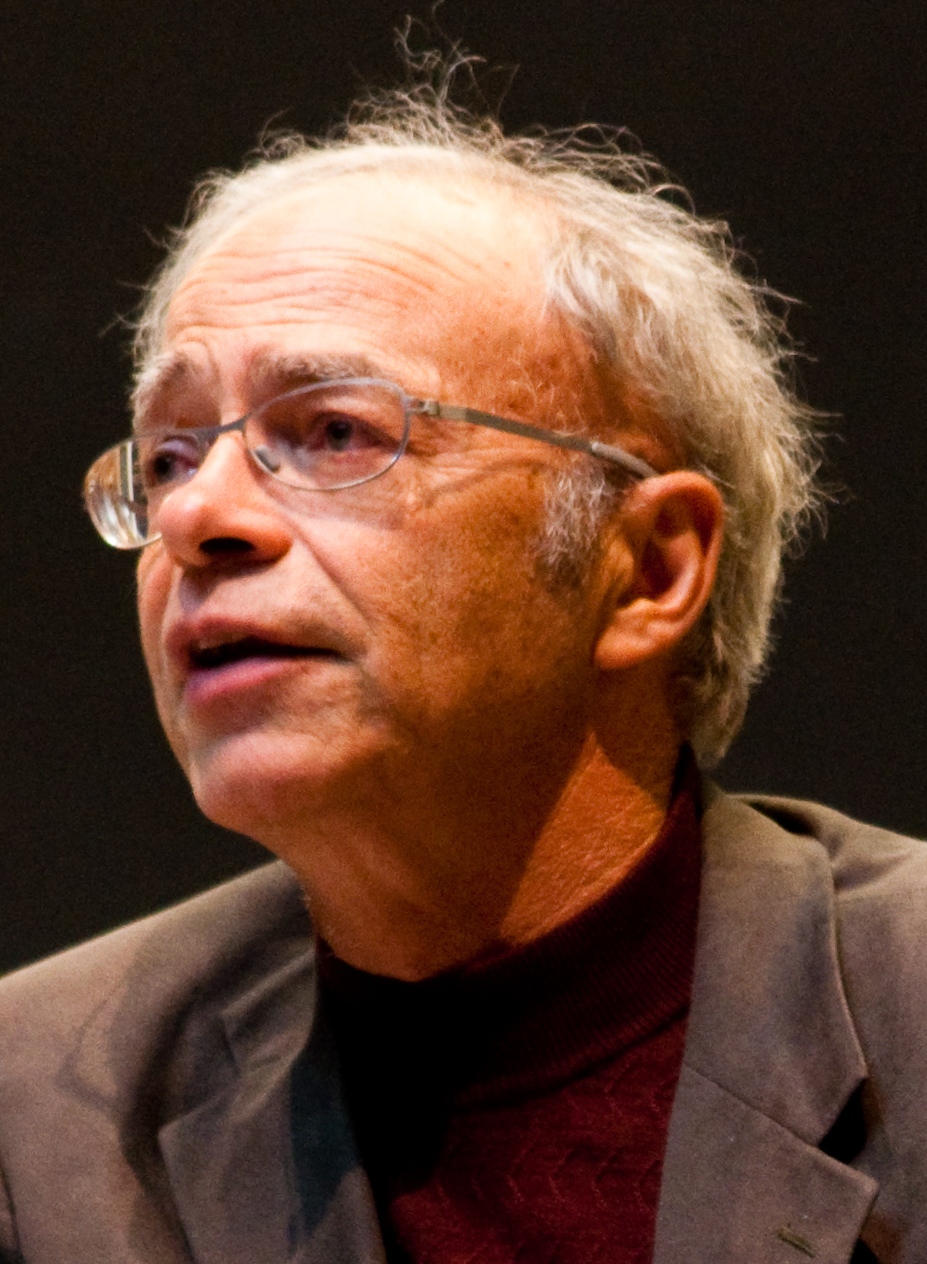
پیتر سینگر

- پیتر سینگر (۱۹۴۶-): فیلسوف فایده‌گرای استرالیایی، طرفدار حقوق حیوانات و استاد اخلاق زیستی در دانشگاه پرینستون.[۱۵۷]
- والتر سینوت-آرمسترانگ (۱۹۵۵-): فیلسوف آمریکایی که در زمینه اخلاق عصبی، معرفت‌شناسی و فلسفه حقوق تخصص دارد.[۱۵۸]
- بی‌اف اسکینر (–): روان‌شناس، رفتارشناس، نویسنده، مخترع، فیلسوف اجتماعی و شاعر آمریکایی.[۱۵۹][۱۶۰]
- جورج اچ. اسمیت (۱۹۴۹–۲۰۲۲): فیلسوف سیاسی، نویسنده و مربی آمریکایی. اسمیت کتاب خداناباوری: پرونده‌ای علیه خدا را نوشته است.[۱۶۱]
- کوئنتین اسمیت (۱۹۵۲–۲۰۲۰): فیلسوف علم. اسمیت با همکاری ویلیام لین کریگ کتاب خداباوری، بی‌خدایی و کیهان‌شناسی بیگ‌بنگ را نوشت.[۱۶۲]

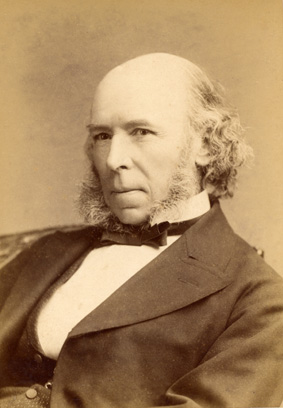
هربرت اسپنسر

- هربرت اسپنسر (۱۸۲۰–۱۹۰۳): فیلسوف، زیست‌شناس، جامعه‌شناس انگلیسی و نظریه‌پرداز برجسته سیاسی لیبرال کلاسیک در دوران ویکتوریا.[۱۶۳]

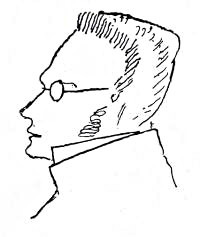
ماکس اشتیرنر

- ماکس اشتیرنر (۱۸۰۶–۱۸۵۶): فیلسوف آلمانی که یکی از پدران نیهیلیسم، اگزیستانسیالیسم، پست‌مدرنیسم و آنارشیسم، به‌ویژه آنارشیسم فردگرایانه است. اثر اصلی استیرنر خود و آنچه ازوست است.[۱۶۴]
- تئودوروس بی‌خدا (حدود ۳۰۰ سال پیش از میلاد می‌زیست): فیلسوف مکتب سیرنائیک که تعلیم می‌داد که هدف زندگی کسب شادی و دوری از اندوه است.[۱۶۵]
- مایکل تولی (۱۹۴۱–): فیلسوف علم آمریکایی و استاد فلسفه دانشگاه کلرادو بولدر.[۱۶۶][۱۶۷]
- نیک تراکاکیس (۱۹۷۲-): فیلسوف یونانی دانشگاه کاتولیک استرالیا. او دستیار مدیر مرکز در فلسفه و پدیدارشناسی دین است.[۱۶۸]

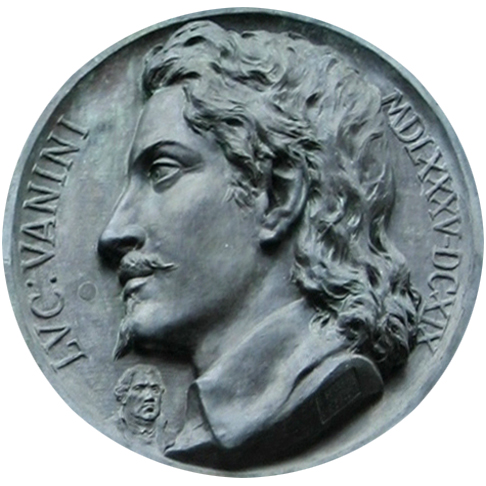
لوسیلیو وانینی

- لوسیلیو وانینی (۱۵۸۵–۱۶۱۹): فیلسوف ایتالیایی که به‌خاطر بی‌خدایی‌اش به‌طرز وحشیانه‌ای اعدام شد.[۱۶۹][۱۷۰]

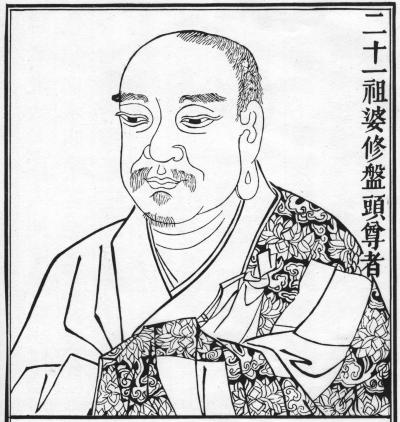
واسوباندو

- واسوباندو (قرن چهارم تا پنجم بعد از میلاد): راهب و فیلسوف بودایی که مجموعه‌ای از استدلال‌ها را در مورد رد کردن ایده خدای خالق تنظیم کرد.[۱۷۱]

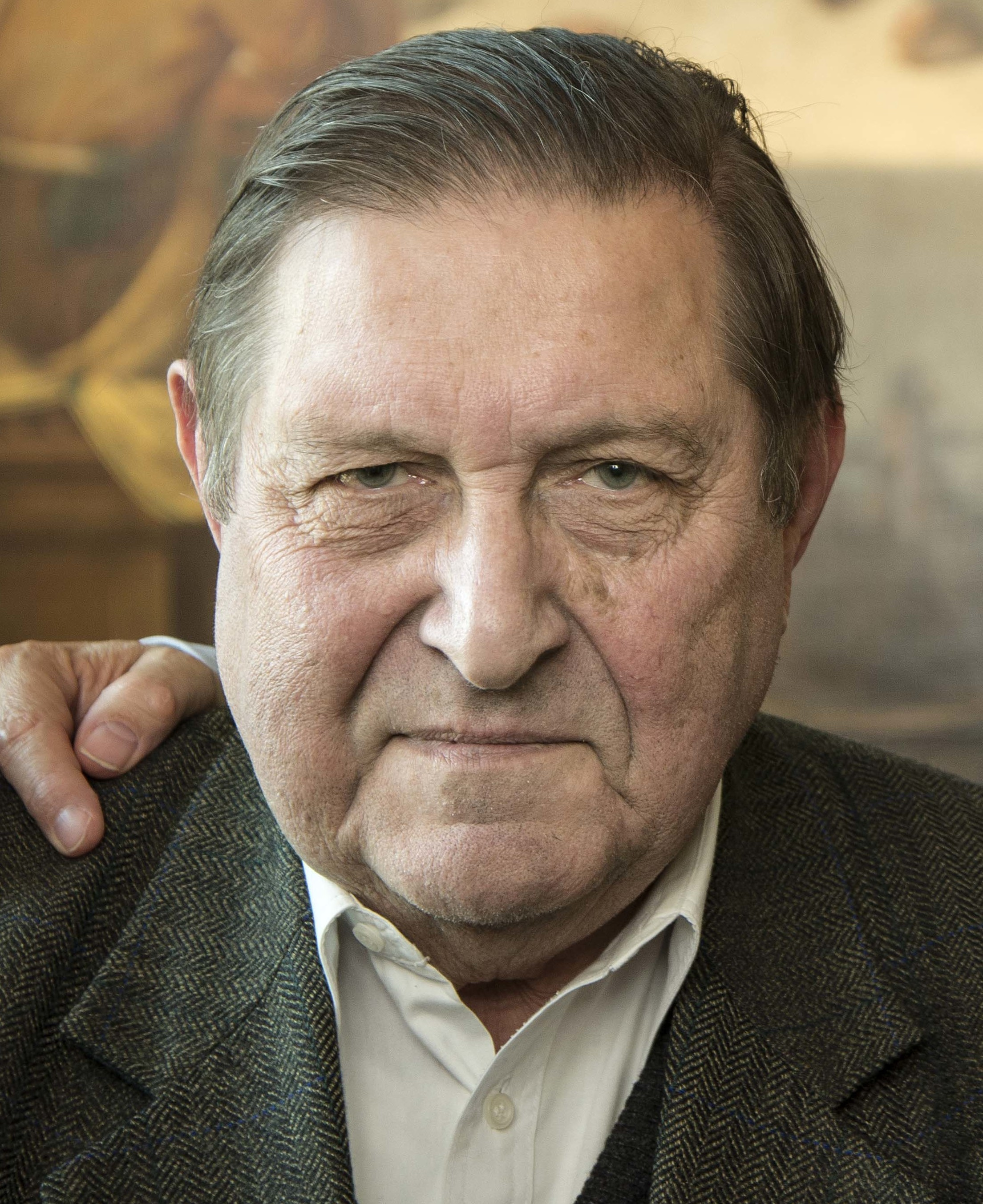
اتین ورمیرش

- اتین ورمیرش (۱۹۳۴–۲۰۱۹): استاد اخلاق زیستی بلژیکی، فیلسوف علم، کارشناس ارشد زبان‌شناسی در مطالعات کلاسیک، و یک شکاک بلژیکی برجسته. در سال ۱۹۶۰، پس از پنج سال تعهد به جامعه یسوعی‌ها، ورمیرش به یک خداناباور و ماتریالیست فلسفی تبدیل شد. او بنیان‌گذار قانون سقط جنین و اتانازی بلژیک بود و به‌عنوان معاون رئیس دانشگاه خنت خدمت کرد. در دهه ۱۹۹۰، با مقاله‌ای از استدلال‌های عقلانی و اخلاقی، «چرا خدای مسیحی نمی‌تواند وجود داشته باشد»، در رسانه‌های بلژیک غوغایی به‌پا کرد. در ژانویه ۲۰۰۸، صدها فلاندیایی سرشناس او را به‌عنوان تأثیرگذارترین روشن‌فکر فلاندری انتخاب کردند.[۱۷۲][۱۷۳][۱۷۴]
- برنارد ویلیامز، آکادمی بریتانیا (۱۹۲۹–۲۰۰۳): فیلسوف اخلاق بریتانیایی.[۱۷۵]
- شروین واین (۱۹۲۸–۲۰۰۷): بنیان‌گذار «انجمن غیر خداباورانه برای یهودیت اومانیستی»، که خود را نیز خداناشناس‌دان نامیده است.[۱۷۶]
- یان وولنسکی (۱۹۴۰-): فیلسوف لهستانی متخصص در تاریخ مکتب لوو-ورشو و در فلسفه تحلیلی. او در لهستان به‌عنوان آتئیست شناخته می‌شود و جایگزینی کلاس‌های دینی با کلاس‌های فلسفه در مدارس لهستان را تبلیغ کرده است.[۱۷۷][۱۷۸]

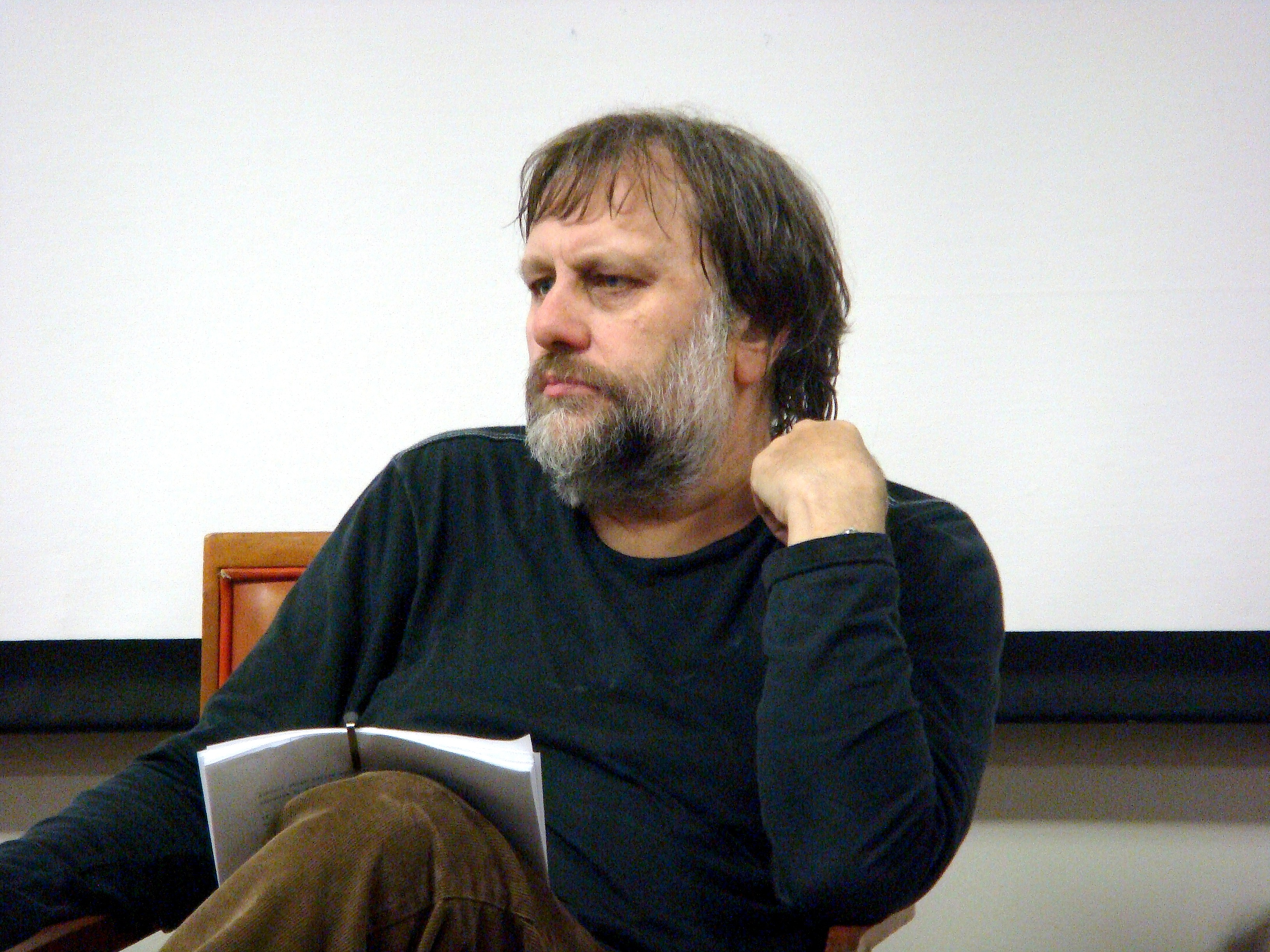
اسلاوی ژیژک

- اسلاوی ژیژک (۱۹۴۹–): فیلسوف، فعال سیاسی و نویسنده اسلوونیایی.[۱۷۹]